# Alfonso Cassuto
Alfonso Cassuto (geboren 26. November 1910 in Hamburg; gestorben 8. Januar 1990 in Lissabon) war ein portugiesischer Büchersammler, Antiquar und Buchhändler.

## Leben
Alfonso Cassuto war ein Sohn des Hamburger Gerichtsdolmetschers Jehuda Leon Cassuto (1878–1953), der 1911 den Hamburger Bürgerbrief erwarb. Er war ein Urenkel des Jehuda de Mordechai Cassuto. Cassuto studierte in Hamburg Romanistik und schrieb an einer Dissertation über den Portugiesenfriedhof, die er nicht mehr fertigstellen konnte. Nach der Machtergreifung der Nationalsozialisten und dem Judenboykott am 1. April 1933 floh die Familie nach Amsterdam und im Sommer 1933 nach Porto.
Cassuto arbeitete zunächst als Hebräischlehrer bei der Jüdischen Gemeinde von Porto. Er heiratete 1935 Toni Hammer (1913–1942), sie hatten die Tochter Rosy und den Sohn Álvaro Cassuto, der Dirigent wurde. Cassuto zog nach Lissabon, wo er sich mit verschiedenen Tätigkeiten durchschlug und 1958 die „Livraria Cassuto“ gründete. Die Buchhandlung trug später den Namen seines Schwiegersohns „Livraria Rosenthal“ und bestand bis 1988. Cassuto veräußerte 1975 die an spanisch-portugiesischen Judaica reiche Büchersammlung der Familie mit 1500 Objekten, von denen ein Drittel vor 1800 entstand, an die Bibliotheca Rosenthaliana der Universitätsbibliothek Amsterdam, auch danach setzte er seine Sammeltätigkeit fort.

## Schriften (Auswahl)
- Gedenkschrift anlässlich des 275jährigen Bestehens der portugiesisch-jüdischen Gemeinde in Hamburg. Amsterdam : M. Hertzberger, 1927
- Die portugiesischen Juden in Glückstadt. Frankfurt a. M.: Droller, 1930
- Elementos para a historia dos judeus portugueses de Hamburgo. Lissabon: Hehaber, 1930
- Die Familiennamen der kreolischen Juden. In: Jüdische Familien-Forschung. Jg. VII, 1931, H. 25, S. 326–328
- Bibliografia dos sermões de autos-da-fé impressos : descrição bibliográfica da colecção do autor. Coimbra: Tipografia da Atlântida, 1955
- Seltene Bücher aus meiner Bibliothek, in: Studia Rosenthaliana, 1972